# Larks' Tongues in Aspic
| 평가 점수                     | 평가 점수 |
| 출처                          | 점수      |
| ----------------------------- | --------- |
| All About Jazz                | [ 1 ]     |
| AllMusic                      | [ 2 ]     |
| Christgau's Record Guide      | B–        |
| Encyclopedia of Popular Music | [ 4 ]     |
| The Great Rock Discography    | 8/10      |
| Mojo                          | [ 6 ]     |
| MusicHound                    | [ 7 ]     |
| Record Collector              | [ 8 ]     |
| The Rolling Stone Album Guide | [ 9 ]     |

《Larks' Tongues in Aspic》은 영국의 프로그레시브 록 밴드 킹 크림슨의 다섯 번째 스튜디오 음반으로 1973년 3월 23일, 영국의 아일랜드 레코드와 미국과 캐나다의 애틀랜틱 레코드를 통해 발매되었다. 이 음반은 킹 크림슨의 다섯 번째 형태로 데뷔한 음반으로, 원조 멤버이자 기타리스트인 로버트 프립과 새로운 멤버인 존 웨튼 (보컬, 베이스), 데이비드 크로스 (바이올린, 멜로트론), 제이미 뮤어 (퍼커션), 빌 브루퍼드 (드럼)가 참여한다. 또한 동유럽 클래식 음악과 유럽 자유즉흥연주를 중심적인 영향력으로 그려서 밴드의 진화에서 핵심 음반이다.

## 배경
킹 크림슨의 이전 음반인 《Islands》를 홍보하기 위한 투어가 끝날 무렵, 프립은 이 밴드의 다른 세 멤버들 (멜 콜린스, 보츠 버렐, 이언 월레스)과 결별했다. 콜린스는 밴드의 새로운 라인업을 계속 유지하라는 요청을 받았지만, 계속하지 않기로 결정했다고 말했다. 전년도에는 이 밴드의 작사가 겸 예술 공동 감독인 피터 신필드가 축출된 일도 있었다. 프립은 발전하는 음악 재능이 다른 멤버들과 비호환적이라고 언급했고, 이제 익숙한 미국의 영향과 벨라 바르톡과 같은 영향력에 더 적은 그림을 그리고 있으며, 자유로운 즉흥연주와 같은 음악을 쓰고 있었다.
이러한 새로운(킹 크림슨을 위해) 아이디어를 추구하기 위해, 프립은 먼저 베이시스트 겸 가수 존 웨튼 (그동안 적어도 한 번은 가입하기 위해 로비를 했지만 그 동안 패밀리의 일원이 된 밴드의 오랜 친구)을 모집했다. 두 번째 구성원은 데릭 베일리, 에반 파커와 함께 선십 (앨런 고웬, 앨런 홀즈워스)과 보리스(둘 다 재즈 록 밴드 메이저 수술 후기 돈 웰러, 지미 로슈와 함께) 이전에 음악 즉흥연주단에서 공연한 경험이 있는 실험적인 자유개선 타악기 연주자 제이미 뮤어였다.
프립은 드럼에서 예스 드러머 빌 브루포드를 영입했다. 또 다른 오랜 킹 크림슨 팬이었던 브루포드는 그 시점에서 예스와 함께 할 수 있는 모든 것을 다했다고 느꼈고, 재즈와 실험 지향적인 킹 크림슨이 그의 음악적 아이디어에 대한 보다 포괄적인 배출구가 될 것이라고 믿으면서 그들이 그들의 《Close to the Edge》 투어에 착수하기 전에 밴드를 떠나고 싶어했다. 새로운 밴드의 최종 멤버는 바이올리니스트, 키보디스트, 그리고 때때로 플루트 연주자인 데이비드 크로스였다.

## 발매 및 재발매
이 음반은 영국 음반 차트에서 20위, 빌보드 200에서 61위로 정점을 찍었다. 2012년에는 "The Complete Recordings"라는 부제가 붙은 확장형 박스 세트를 발매하는 등 《Larks' Tongues in Aspic》이 킹 크림슨 40주년 기념 시리즈의 일환으로 발행되었다. 이 CD, DVD 오디오, 블루레이 세트에는 라이브 공연과 스튜디오 세션을 통해 단명 5인 라인업에 대한 모든 레코딩이 수록되어 있다.

## 곡 목록
| #  | 제목                                  | 작사·작곡                                                       | 재생 시간 |
| -- | ------------------------------------- | --------------------------------------------------------------- | --------- |
| 1. | 〈Larks' Tongues in Aspic, Part One〉 | 데이비드 크로스, 로버트 프립, 존 웨튼, 빌 브루퍼드, 제이미 뮤어 | 13:36     |
| 2. | 〈Book of Saturday〉                  | 프립, 웨튼, 리처드 파머제임스                                   | 2:53      |
| 3. | 〈Exiles〉                            | 크로스, 프립, 파머제임스                                        | 7:40      |

| #  | 제목                                  | 작사·작곡                          | 재생 시간 |
| -- | ------------------------------------- | ---------------------------------- | --------- |
| 4. | 〈Easy Money〉                        | 프립, 웨튼, 파머제임스             | 7:54      |
| 5. | 〈The Talking Drum〉                  | 크로스, 프립, 웨튼, 브루퍼드, 뮤어 | 7:26      |
| 6. | 〈Larks' Tongues in Aspic, Part Two〉 | 프립                               | 7:07      |